# SJ T43 sorozat
Az SJ T43 sorozat egy svéd dízel-villamos erőátvitelű dízelmozdony-sorozat. A NOHAB gyártotta 1961 és 1963 között amerikai gyártmányú EMD 12-567C típusú dízelmotorral. Összesen 50 db készült a sorozatból. Az SJ és egyéb magánvasutak használják elsősorban tolatási feladatokhoz.